# L'Orée-d'Écouves
L'Orée-d'Écouves est une commune française située dans le département de l'Orne en région Normandie.
Elle est créée le 1er janvier 2019 sous le statut de commune nouvelle par la fusion des quatre communes de Fontenai-les-Louvets, Livaie, Longuenoë et de Saint-Didier-sous-Écouves, qui deviennent ses communes déléguées.

## Géographie

### Localisation
Elle se trouve dans l'aire d'attraction d'Alençon, ainsi que dans sa zone d'emploi et dans son bassin de vie.

### Communes limitrophes
Les communes limitrophes sont Tanville, La Ferrière-Béchet, La Lande-de-Goult, Rouperroux, Saint-Ellier-les-Bois, La Roche-Mabile, Saint-Denis-sur-Sarthon, Cuissai, Saint-Nicolas-des-Bois, Le Bouillon et Écouves.

### Hydrographie
La commune est traversée par la ligne de partage des eaux entre les bassins hydrographiques Seine-Normandie et Loire-Bretagne. Elle est drainée par le Sarthon, le Roche Elie, la Plesse et  et un autre petit cours d'eau,.
Le Sarthon, d'une longueur de 25 km, prend sa source dans la commune de Rouperroux, près du hameau des Carrières, à une altitude de 325 mètres, et se jette  dans la Sarthe en limite de Saint-Céneri-le-Gérei et de Saint-Pierre-des-Nids, face à Saint-Léonard-des-Bois, à une altitude de 117 mètres, après avoir traversé onze communes. Les caractéristiques hydrologiques de le Sarthon sont données par la station hydrologique située sur la commune de Rives d'Andaine. Le débit moyen mensuel est de 1,15 m3/s. Le débit moyen journalier maximum est de 8,97 m3/s, atteint lors de la crue du 28 décembre 2013. Le débit instantané maximal est quant à lui de 10,5 m3/s, atteint le 1er février 2014.
Le Roche Élie, d'une longueur de 10 km, prend sa source dans la commune , dans la forêt d'Écouves, et se jette  dans le Sarthon dans le sud de la commune, après avoir longé sur une petite longueur Saint-Nicolas-des-Bois. 
Un plan d'eau complète le réseau hydrographique : les étangs de Fontenai (1,33 ha),.

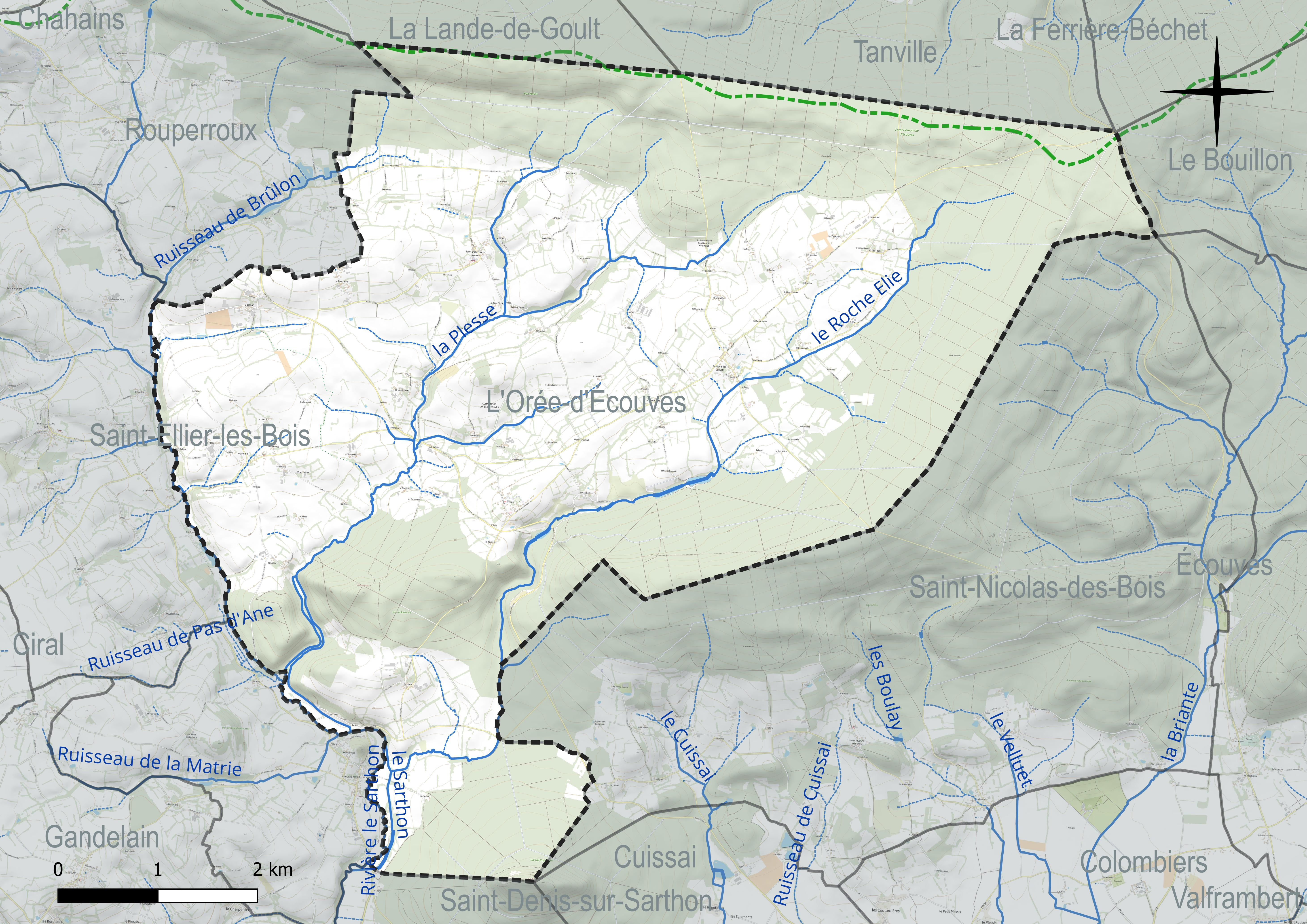
Réseau hydrographique de l'Orée-d'Écouves.

### Climat
Pour des articles plus généraux, voir Climat de la Normandie et Climat de l'Orne.
En 2010, le climat de la commune est de type climat océanique altéré, selon une étude du CNRS s'appuyant sur une série de données couvrant la période 1971-2000. En 2020, Météo-France publie une typologie des climats de la France métropolitaine dans laquelle la commune est dans une zone de transition entre le climat océanique et le climat océanique altéré et est dans la région climatique Normandie (Cotentin, Orne), caractérisée par une pluviométrie relativement élevée (850 mm/a) et un été frais (15,5 °C) et venté. Parallèlement le GIEC normand, un groupe régional d’experts sur le climat, différencie quant à lui, dans une étude de 2020, trois grands types de climats pour la région Normandie, nuancés à une échelle plus fine par les facteurs géographiques locaux. La commune est, selon ce zonage, exposée à un « climat contrasté des collines », correspondant au Bocage normand, bien arrosé, voire très arrosé sur les reliefs les plus exposés au flux d’ouest, et frais en raison de l’altitude.
Pour la période 1971-2000, la température annuelle moyenne est de 10 °C, avec une amplitude thermique annuelle de 14,3 °C. Le cumul annuel moyen de précipitations est de 840 mm, avec 13 jours de précipitations en janvier et 7,5 jours en juillet. Pour la période 1991-2020, la température moyenne annuelle observée sur la station météorologique la plus proche, située sur la commune d'Alençon à 13 km à vol d'oiseau, est de 11,3 °C et le cumul annuel moyen de précipitations est de 743,7 mm,. Pour l'avenir, les paramètres climatiques de la commune estimés pour 2050 selon différents scénarios d’émission de gaz à effet de serre sont consultables sur un site dédié publié par Météo-France en novembre 2022.

## Urbanisme

### Typologie
Au 1er janvier 2024, L'Orée-d'Écouves est catégorisée commune rurale à habitat dispersé, selon la nouvelle grille communale de densité à sept niveaux définie par l'Insee en 2022.
Elle est située hors unité urbaine. Par ailleurs la commune fait partie de l'aire d'attraction d'Alençon, dont elle est une commune de la couronne,. Cette aire, qui regroupe 89 communes, est catégorisée dans les aires de 50 000 à moins de 200 000 habitants,.

### Occupation des sols

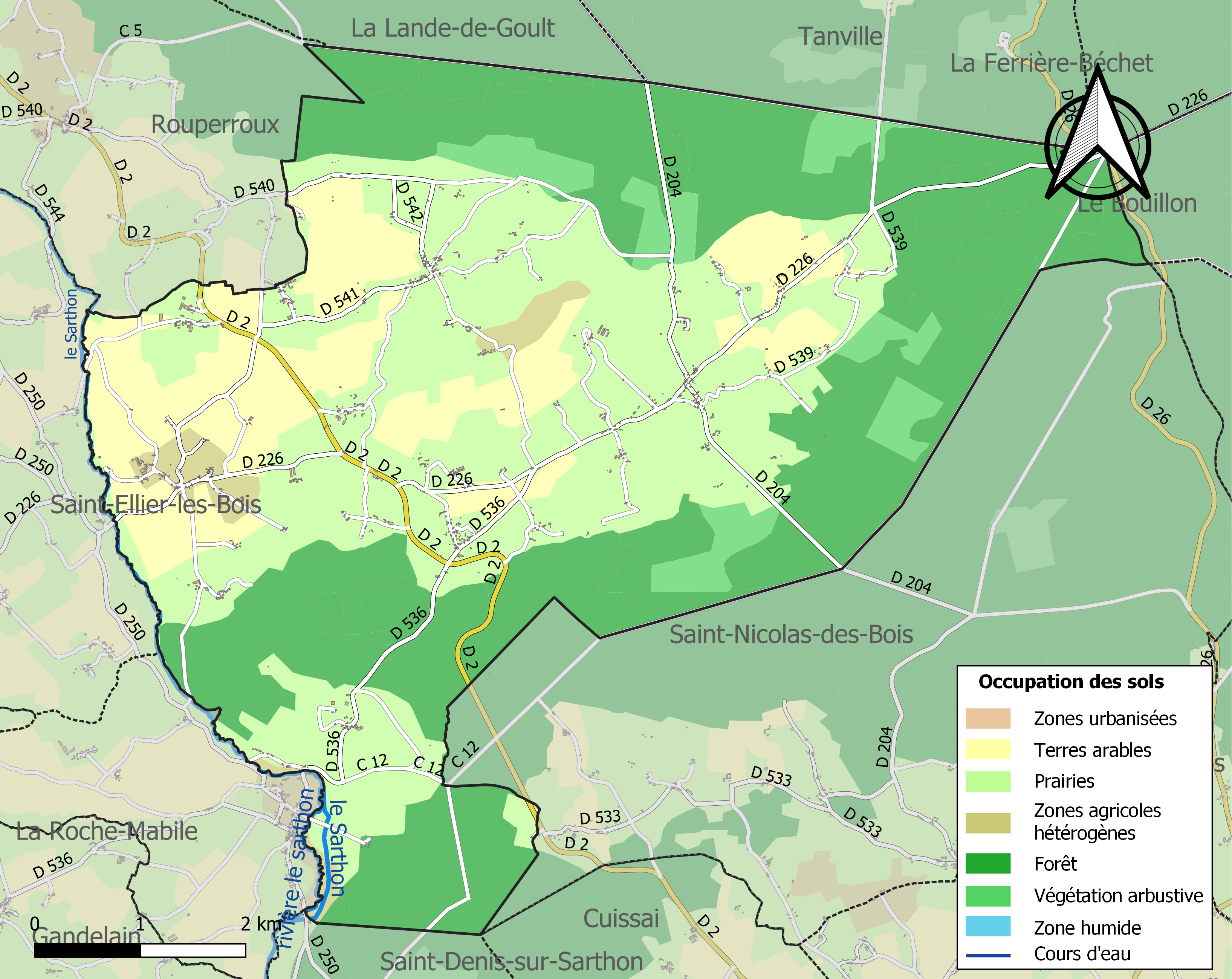
Carte des infrastructures et de l'occupation des sols de la commune en 2018 (CLC).

## Toponymie
Néotoponyme sans valeur historique. L'Orée-d'Écouves fait référence à la localisation du village à l'orée de la forêt d'Écouves (voir ce nom).

## Histoire
La commune nouvelle est créée sur demande des conseils municipaux concernés par un arrêté préfectoral du 10 juillet 2018 qui a pris effet le  1er janvier 2019, par la fusion des anciennes communes de Fontenai-les-Louvets, Livaie, Longuenoë, Saint-Didier-sous-Écouves.
Livaie en est le chef-lieu.

## Politique et administration

### Rattachements administratifs et électoraux
La commune se trouve depuis sa création dans l'arrondissement d'Alençon du département de l'Orne.
Pour les élections départementales, la commune fait partie du canton de Magny-le-Désert.
Pour l'élection des députés, elle fait partie de la première circonscription de l'Orne.

### Intercommunalité
L'Orée-d'Écouves est membre de la communauté urbaine d'Alençon, un établissement public de coopération intercommunale (EPCI) à fiscalité propre auquel la commune a transféré un certain nombre de ses compétences, dans les conditions déterminées par le code général des collectivités territoriales.

### Administration municipale
| Période      | Période                       | Identité                 | Étiquette | Qualité                                     |
| ------------ | ----------------------------- | ------------------------ | --------- | ------------------------------------------- |
| janvier 2019 | mai 2020                      | Fabien Loriquer          |           | Maire de Fontenai-les-Louvets (2014 → 2018) |
| mai 2020     | En cours (au 31 octobre 2024) | Sylvie Poirier-Christian | SE        | Secrétaire administrative                   |

### Communes déléguées
| Nom                       | Code Insee | Intercommunalité | Superficie (km2) | Population (dernière pop. légale) | Densité (hab./km2) |
| ------------------------- | ---------- | ---------------- | ---------------- | --------------------------------- | ------------------ |
| Livaie (siège)            | 61228      | CU d'Alençon     | 12,46            | 191 (2016)                        | 15                 |
| Fontenai-les-Louvets      | 61172      | CU d'Alençon     | 18,77            | 260 (2016)                        | 14                 |
| Longuenoë                 | 61231      | CU d'Alençon     | 4,44             | 113 (2016)                        | 25                 |
| Saint-Didier-sous-Écouves | 61383      | CU d'Alençon     | 8,78             | 156 (2016)                        | 18                 |

## Population et société

### Démographie
La population des anciennes communes puis de la commune nouvelle est connue par les recensements menés régulièrement par l'Insee. Ces chiffres concernent le territoire de l'actuelle commune nouvelle.
En 2025, la commune nouvelle comptait 730 habitants.
| 1968 | 1975 | 1982 | 1990 | 1999 | 2010 | 2015 | 2021 |
| ---- | ---- | ---- | ---- | ---- | ---- | ---- | ---- |
| 653  | 619  | 591  | 564  | 642  | 720  | 710  | 752  |

## Pour approfondir